# Claustrum
Le claustrum (ou avant-mur) est une fine couche de matière grise cérébrale située entre le putamen en dedans et l'insula en dehors, dont il est séparé par les capsules externe et extrême, respectivement.
Le claustrum entretient des connexions réciproques avec le néocortex, ainsi qu'avec l'hypothalamus latéral, l'amygdale baso-latérale, le noyau basal de Meynert, le corps genouillé latéral et le noyau thalamique intralaminaire centro-latéral.
Il possède une carte rétinotopique et somatosensorielles.

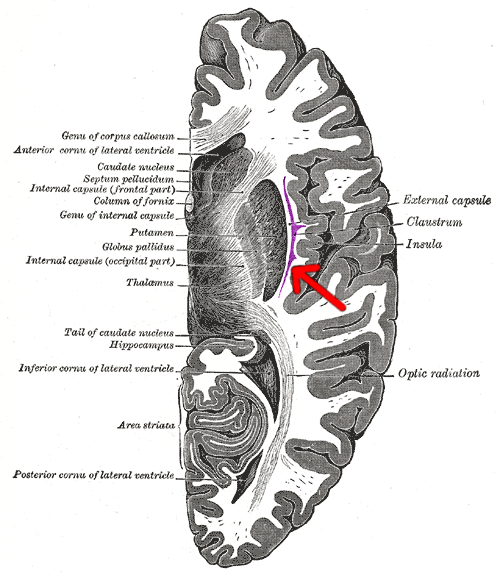
Coupe horizontale d'un hémisphère cérébral montrant l'emplacement du claustrum.(flèche rouge)

## Fonctions
On pense au moins depuis le début du XXIe siècle qu'il pourrait jouer un rôle dans la conscience, chez la souris de laboratoire et chez l'être humain.
« L'origine, la structure et la (ou les) fonction(s) du claustrum, ainsi que son rôle dans le fonctionnement des neurones, restent un mystère depuis sa découverte au XVIIe siècle » mais des hypothèse de plus en plus étayées existent, notamment grâce à l'imagerie cérébrale qui a récemment montré que le claustrum présente la connectivité neuronale la plus élevée pour tout le cerveau par rapport à son volume. Il semble notamment impliqué dans les fonctions cognitives supérieures et dans certaines maladies neurologiques graves.

## Connexions, connectivité
Certains neurones du cerveau inhabituellement longs peuvent se connecter avec d'autres neurones dans l'ensemble de l'organe et dans certains cas former une couronne située autour du cerveau. Ceci a récemment été démontré grâce à une nouvelle méthode de cartographie des neurones, basée sur une lignée de souris génétiquement modifiées chez lesquelles un médicament active des gènes spécifiques des neurones du claustrum qui deviennent alors fluorescents. 
Les images cérébrales par scintigraphies avaient déjà montré que le claustrum humain est l'une des zones les plus densément connectée du cerveau, mais elles ne pouvaient pas montrer le tracé entier de neurones individuels. Ces neurones du claustrum semblent pouvoir se connecter à la plupart ou à la totalité des parties externes du cerveau ce qui laisse penser qu’ils pourraient coordonner différentes parties du cerveau et certaines entrées et sorties de flux nerveux et informationnels.